# Liste der Naturdenkmale in Hilgenroth
Die Liste der Naturdenkmale in Hilgenroth nennt die im Gemeindegebiet von Hilgenroth ausgewiesenen Naturdenkmale (Stand 15. Februar 2024).

## Naturdenkmale
| Nr.         | Bezeichnung                                          | Lage                         | Beschreibung                                                                                          | Bild                                    |
| ----------- | ---------------------------------------------------- | ---------------------------- | --- | --------------------------------------- |
| ND-7132-394 | Baumgruppe an der evangelischen Kirche in Hilgenroth | Hauptstraße, bei Nr. 12 Lage | Tilia platyphyllos, mehrstämmig; Fraxinus excelsior; Fraxinus excelsior ‘Pendula’; Buxus sempervirens | Fotos hochladen                         |
| ND-7132-395 | Baumgruppe an der ehemaligen Schule Hilgenroth       | Hauptstraße, bei Nr. 27 Lage | Tilia platyphyllos, Quercus petraea, je ein Solitärbaum                                               | Direkt Bild zu diesem Denkmal hochladen |